# مؤسسه حقوق بین‌الملل
مؤسسه حقوق بین‌الملل ، همچنین با عنوان ILI شناخته می‌شود، در سال ۱۹۵۵ به عنوان بخشی از دانشگاه جرج‌تاون تأسیس شد. ILI برای مشکلات حقوقی، اقتصادی و مالی کشورهای در حال توسعه و اقتصادهای نوظهور آموزش و مساعدت فنی ارائه می‌دهد. از سال ۱۹۸۳، ILI یک مؤسسه آموزشی مستقل و غیرانتفاعی که به مقامات دولتی، متخصصان حقوقی و تجاری و محققان که دفتر مرکزی آن در واشینگتن دی سی است خدمت می‌کند، تا به امروز، مؤسسه حقوق بین‌الملل و وابستگان جهانی آن بیش از ۳۱۰۰۰ مدیران و دست‌اندرکاران - از ۱۸۶ کشور - را آموزش داده‌اند، اولین سمینار خود را در سال ۱۹۷۱ برگزار کرد. مؤسسه حقوق بین‌الملل مقر آن در واشینگتن دی سی است و دارای مراکز منطقه ای در کامپالا، اوگاندا، ابوجا، نیجریه، قاهره، مصر، سانتیاگو، شیلی و استانبول ترکیه است. برنامه‌های آموزش و کمک‌های فنی ILI توسط اساتید و مشاوران کمکی، متخصصان تمام ملیت‌های دولتی، دانشگاهی، سازمانهای چند جانبه و بخش خصوصی انجام می‌شود. ۲

## تاریخ
مؤسسه حقوق بین‌الملل مؤسسه در سال ۱۹۵۵ در مرکز حقوق دانشگاه جورج تاون تأسیس شد یک مؤسسه خواهر، Insitut für Ausländisches und Internationales Wirtschaftsrecht , در همان زمان در دانشگاه یوهانس گوته در فرانکفورت، آلمان تأسیس شد. پروفسور هاینریش کرونشتاین، اولین مدیر مؤسسه، در دهه ۱۹۳۰ از آلمان گریخت و بیش از یک دهه را برای تحصیل و تدریس در دانشکده‌های حقوق دانشگاه کلمبیا و دانشگاه جرج تاون گذراند. پس از جنگ جهانی دوم ، وی به آلمان بازگشت تا در بازسازی آموزشهای قانونی کار کند کرونشتین معتقد بود که روابط نزدیک بین سیستمهای حقوقی اروپا و آمریکا تجارت را تسهیل خواهد کرد.

## انتشارات
مؤسسه حقوق بین‌الملل نشریات متعددی را منتشر می‌کند. قابل توجه‌ترین برنامه The Digest of United Practice در حقوق بین‌الملل است که سالانه تحولات حقوق بین‌الملل ایالات متحده را پوشش می‌دهد، که با کمک وزارت امور خارجه ایالات متحده و انتشارات دانشگاه آکسفورد منتشر شده‌است. The Digest هم به صورت چاپی و هم در وب سایت وزارت امور خارجه موجود است. ارسال این مطالب در وب، دفتر مشاور امور حقوقی وزارت امور خارجه و تلاش مؤسسه حقوق بین‌الملل است که می‌تواند سابقه تاریخی عملکرد ایالات متحده از قوانین بین‌المللی را در دسترس قرار دهد.

## دوره‌های آموزشی
مؤسسه حقوق بین‌الملل دوره‌هایی را ارائه می‌دهد که مباحث مربوط به تجارت ملی و بین‌المللی، سرمایه‌گذاری و حاکمیت را در بر می‌گیرد. این مباحث شامل تدارکات، خصوصی‌سازی، داوری (حقوق) و میانجیگری، مذاکره و اجرای توافق‌نامه‌های تجاری، حقوق و تعهدات سازمان تجارت جهانی (WTO)، مدیریت پروژه، تهیه قانونگذاری، مدیریت قضایی، راهبری شرکتی، بازسازی بانک و … می‌باشد.
علاوه بر این، برای وکلا و دانشجویان رشته حقوق در خارج از کشور که برای تحصیل در مقطع کارشناسی ارشد حقوقی (ال‌ال‌ام) در ایالات متحده و سایر افرادی که شغل آنها به درک سیستم حقوقی ایالات متحده نیاز دارد، آماده می‌شوند، ILI طولانی‌ترین برنامه جهت‌گیری حقوقی ایالات متحده را اجرا می‌کند. دو دوره ارائه شده‌است شرکت کنندگان با روشها و مراحل قانونی آمریکا، آموزه‌های اصلی قضایی آمریکا و مهارتهای اساسی تحقیقاتی مورد نیاز برای مطالعه قانون ایالات متحده و برقراری ارتباط با همکاران و مراجعین آمریکایی آشنا می‌شوند.